# Samuil (huyện)
Samuil là một huyện thuộc tỉnh Razgrad, Bungaria. Dân số thời điểm năm 2001 là 8164 người.